# جولانان کانتیکولانون
جولانان کانتیکولانون (انگلیسی: Julanan Khantikulanon) یک تکواندوکار تایلندی است.
در مسابقات قهرمانی تکواندو جهان ۲۰۱۹، وی پس از شکست در نیمه نهایی از سیم جی یونگ، موفق به کسب مدال برنز در کلاس سبک‌وزن شد.